# Somaliatörnskata
Somaliatörnskata (Lanius somalicus) är en fågel i familjen törnskator inom ordningen tättingar.

## Utseende och läte
Somaliatörnskatan är en liten törnskata i svart, vitt och grått. På vingen syns flera vita fläckar som tillsammans med vita yttre stjärtpennor lyser synligt i flykten. Arten liknar taitatörnskatan, men denna har enbart en vit vingfläck. Bland de repetativa lätena hörs gnissliga toner, vanligt ljusare och hårdare än hos taitatörnskatan och avgivna i ett stigande mönster.

## Utbredning och systematik
Fågeln förekommer i torr törnbuskmark på Afrikas horn. Den behandlas som monotypisk, det vill säga att den inte delas in i några underarter.

## Levnadssätt
Somaliatörnskatan hittas i torr savann och gräsmarker. Där ses den sitta väl synligt, ofta i par.

## Status
Arten har ett stort utbredningsområde och beståndet anses vara stabilt. Internationella naturvårdsunionen IUCN listar den därför som livskraftig (LC).